# Élections régionales de 2017 en Sicile
Les élections régionales siciliennes de 2017 se déroulent le dimanche 5 novembre 2017 selon les dispositions de l'article 3 du Statut spécial de la région de Sicile afin d'élire les 70 députés de l'Assemblée régionale de Sicile et le président de la région. 
Elles sont remportées par la coalition de centre-droit, dont la tête de liste Nello Musumeci, chef de file du mouvement Diventerà Bellissima (Elle deviendra très belle), est élu président de la région.

## Système électoral
62 des 70 députés siciliens sont élus à la proportionnelle sur la base des résultats obtenus par des listes qui obtiennent au moins 5 % des voix au niveau régional. Les 8 sièges de députés restants sont attribués à la liste du président (qui obtient donc sept de ces huit députés, le président de région compris) tandis que le dernier siège est attribué au meilleur concurrent perdant pour le poste de président).

### Répartition des sièges
| Provinces                                      | Sièges | +/- |  |
| Agrigente                                      | 6      | 1   |  |
| Caltanissetta                                  | 3      | 1   |  |
| Catane                                         | 13     | 4   |  |
| Enna                                           | 2      | 1   |  |
| Messine                                        | 8      | 3   |  |
| Palerme                                        | 16     | 4   |  |
| Raguse                                         | 4      | 1   |  |
| Syracuse                                       | 5      | 1   |  |
| Trapani                                        | 5      | 2   |  |
| Candidats à la présidence et prime majoritaire | 8      | 2   |  |
| Total                                          | 70     | 20  |  |

## Sondages
| Date            | Institut       | Micari      | Musumeci | Cancelleri | Fava | Autres | Avance |      |     |     |      |
| --------------- | -------------- | ----------- | -------- | ---------- | ---- | ------ | ------ | ---- | --- | --- | ---- |
| Date            | Institut       | 20 Oct 2017 | Piepoli  | 25.0       | 42.0 | Autres | Avance | 25.0 | 8.0 | 0.0 | 17.0 |
| 20 Oct 2017     | Demos&Pi       | 15.7        | 35.5     | 33.2       | 13.8 | 1.8    | 2.3    |      |     |     |      |
| 20 Oct 2017     | Demopolis      | 21.0        | 36.0     | 35.0       | 7.0  | 1.0    | 1.0    |      |     |     |      |
| 19 Oct 2017     | Tecnè          | 16.0        | 42.0     | 33.0       | 9.0  | 0.0    | 9.0    |      |     |     |      |
| 18 Oct 2017     | Keix           | 24.2        | 33.0     | 33.2       | 7.6  | 1.6    | 0.2    |      |     |     |      |
| 12 Ott 2017     | Demopolis      | 22.0        | 35.0     | 33.0       | 9.0  | 1.0    | 2.0    |      |     |     |      |
| 11 Oct 2017     | Piepoli        | 16.0        | 42.0     | 33.0       | 9.0  | 1.0    | 9.0    |      |     |     |      |
| 5 Oct 2017      | Index research | 20.0        | 37.0     | 30.0       | 10.0 | 3.0    | 7.0    |      |     |     |      |
| 4 Oct 2017      | Demopolis      | 22.5        | 34.5     | 32.0       | 9.0  | 2.0    | 2.5    |      |     |     |      |
| 3 Oct 2017      | Tecnè          | 15.0        | 37.0     | 31.0       | 11.0 | 6.0    | 6.0    |      |     |     |      |
| 24 Sep 2017     | Ipsos          | 13.0        | 38.0     | 31.0       | 10.0 | 8.0    | 7.0    |      |     |     |      |
| 21 Sep 2017     | Index Research | 15.0        | 36.0     | 30.0       | 16.0 | 3.0    | 6.0    |      |     |     |      |
| 5 Sep 2017      | Demopolis      | 22.0        | 34.0     | 35.0       | 6.0  | 3.0    | 1.0    |      |     |     |      |
| 29–30 août 2017 | Euromedia      | 16.0        | 36.1     | 33.0       | 9.5  | 7.5    | 3.1    |      |     |     |      |
| 26–28 août 2017 | Lorien         | 21.3        | 40.5     | 38.2       | NC   | 0.0    | 2.3    |      |     |     |      |

## Campagne
Nello Musumeci, candidat de la coalition de centre droit, est crédité de plus de 35 % des intentions de vote lors de la campagne électorale, contre 32 % à son principal adversaire Giancarlo Cancelleri, du Mouvement 5 étoiles. Par la bouche de Silvio Berlusconi, la droite promet l'aboutissement du pont sur le détroit de Messine, l’ouverture d’un casino à Taormine et l'exonération fiscale pour les Siciliens vivant à l'étranger qui se réinstalleraient dans l'île. Le candidat de la majorité sortante de centre gauche, Fabrizio Micari, recteur de l’université de Palerme, est crédité de 20 % des intentions de vote, handicapé par la liste autonome de Claudio Fava, soutenu par les dissidents de gauche.

## Résultats
|                        |                        |            |            |                      |                                       |                           |           |         |         |               |               |       |
| Présidence             | Présidence             | Présidence | Présidence | Présidence           | Conseil                               | Conseil                   | Conseil   | Conseil | Conseil | Conseil       | Conseil       | Total |
| Candidats              | Candidats              | Votes      | %          | Élus                 | Partis                                | Partis                    | Votes     | %       | +/-     | Sièges        | +/-           | Total |
|                        | Nello Musumeci (#DB)   | 830 821    | 39,85      | 7                    |                                       | Forza Italia (FI)         | 315 056   | 16,37   | 3,46    | 12            | en stagnation |       |
|                        | Nello Musumeci (#DB)   | 830 821    | 39,85      | 7                    | Populaires et Autonomistes (CP-MpA)   | 136 520                   | 7,09      | 8,30    | 5       | 1             |               |       |
|                        | Nello Musumeci (#DB)   | 830 821    | 39,85      | 7                    | Liste commune UdC-RD-SV               | 134 124                   | 6,97      | 3,88    | 5       | 6             |               |       |
|                        | Nello Musumeci (#DB)   | 830 821    | 39,85      | 7                    | Diventerà Bellissima (#DB) (avec EpI) | 114 708                   | 5,96      | 0,35    | 4       | en stagnation |               |       |
|                        | Nello Musumeci (#DB)   | 830 821    | 39,85      | 7                    | Liste commune FdI-NcS                 | 108 713                   | 5,65      | Nv.     | 3       | 3             |               |       |
| Total Centre-droit     | Total Centre-droit     | 830 821    | 39,85      | 7                    | 809 121                               | 42,04                     | 17,40     | 29      | 9       | 36            |               |       |
|                        | Giancarlo Cancelleri   | 722 555    | 34,65      | 1                    |                                       | Mouvement 5 étoiles (M5S) | 513 359   | 26,67   | 11,78   | 19            | 4             | 20    |
|                        | Fabrizio Micari        | 388 886    | 18,65      | —                    |                                       | Parti démocrate (PD)      | 250 633   | 13,02   | 0,41    | 11            | 3             |       |
|                        | Fabrizio Micari        | 388 886    | 18,65      | —                    | Liste commune SF-PSI                  | 115 751                   | 6,01      | Nv.     | 2       | 2             |               |       |
|                        | Fabrizio Micari        | 388 886    | 18,65      | —                    | Centristes pour Micari (AP-CpE)       | 80 366                    | 4,18      | Nv.     | —       | en stagnation |               |       |
|                        | Fabrizio Micari        | 388 886    | 18,65      | —                    | Arcipelago Sicilia                    | 42 189                    | 2,19      | Nv.     | —       | en stagnation |               |       |
| Total Centre-gauche    | Total Centre-gauche    | 388 886    | 18,65      | —                    | 488 939                               | 25,41                     | 5,05      | 13      | 17      | 13            |               |       |
|                        | Claudio Fava           | 128 157    | 6,14       | —                    |                                       | Cent pas pour la Sicile   | 100 583   | 5,23    | 2,16    | 1             | 1             | 1     |
|                        | Roberto La Rosa        | 14 656     | 0,70       | —                    |                                       | Siciliens libres          | 12 600    | 0,66    | Nv.     | 0             | en stagnation | 0     |
|                        |                        |            |            |                      |                                       |                           |           |         |         |               |               |       |
| Suffrages exprimés     | Suffrages exprimés     | 2 085 075  | 95,68      |                      | Suffrages exprimés                    | Suffrages exprimés        | 1 924 602 | 88,32   |         |               |               |       |
| Votes blancs et nuls   | Votes blancs et nuls   | 94 110     | 4,32       | Votes blancs et nuls | Votes blancs et nuls                  | 254 583                   | 11,68     |         |         |               |               |       |
| Total candidats        | Total candidats        | 2 179 185  | 100        | 8                    | Total partis                          | Total partis              | 2 179 185 | 100     | -       | 62            | 18            | 70    |
| Abstentions            | Abstentions            | 2 481 926  | 53,25      |                      |                                       |                           |           |         |         |               |               |       |
| Inscrits/Participation | Inscrits/Participation | 4 661 111  | 46,75      |                      |                                       |                           |           |         |         |               |               |       |

## Analyse et conséquences
Nello Musumeci est élu avec un peu moins de 40 % des voix exprimées et une abstention supérieure à 53 % (Participation de 46,76 %, soit 1,9 million de votants sur 4,6 millions d'électeurs inscrits). Les listes qui le soutiennent obtiennent 36 députés (avec le bonus de 7), dont 12 appartiennent à Forza Italia. Le Mouvement 5 étoiles confirme son implantation électorale sur l'île avec près de 35 % des suffrages pour son candidat, même si les listes obtiennent un score de 8 points inférieur à lui, se traduisant par 20 députés (avec un bonus de 1). Divisée, la gauche n'est pas parvenu à renouveler sa victoire de 2012, ne pouvant profiter ni des divisions de la droite comme au précédent scrutin, ni du bilan de la majorité sortante, jugé décevant, ni d'une dynamique de campagne qui n'a pas décollée, ni même de l'alliance entre le Parti démocrate de Matteo Renzi et les centristes d'Angelino Alfano. Le centre-gauche obtient 13 sièges (dont 11 du Parti démocrate) et la gauche de Claudio Fava en obtient 1.